# Menlow
Menlow è il nome in codice della prima generazione della piattaforma Centrino Atom sviluppata da Intel espressamente per il settore dei dispositivi ultra portatili UMPC e MID come variante della ormai famosa piattaforma Centrino (introdotta agli inizi del 2003 e poi aggiornata nel corso degli anni grazie anche alle successive Centrino Duo e Centrino 2), arrivata sul mercato il 2 aprile 2008.
Per essere più precisi si può sottolineare che sebbene Menlow sia il nome in codice della prima generazione della piattaforma Centrino Atom, essa non è comunque la prima piattaforma ad essere stata sviluppata per il settore degli UMPC e MID; prima di introdurre il nuovo nome commerciale infatti, Intel aveva già sviluppato altre 2 generazioni di piattaforme per questi dispositivi, conosciute come  UCP e McCaslin.

## I motivi del nuovo nome commerciale
Nel corso del 2007 Intel ha più volte ribadito che ritiene il settore dei sistemi UMPC e MID molto promettente per il futuro e, dato il successo ottenuto con la piattaforma Centrino che ha contribuito in maniera molto rilevante alla sempre maggior diffusione dei sistemi portatili rispetto a quelli desktop, è apparso subito naturale che il produttore decidesse di promuovere sempre più strenuamente questo nuovo settore, considerato come un potenziale nuovo mercato.
Le prime 2 piattaforme pensate per i sistemi UMPC (UCP e McCaslin) erano basate su componenti adattati da soluzioni sviluppate per altri settori, ma data l'importanza del nuovo settore, Intel ha deciso di sviluppare innanzitutto CPU, e poi anche altri componenti del sistema, espressamente pensate fin dall'inizio per le nuove destinazioni d'uso. I nuovi processori hanno preso il nome commerciale di Atom e la piattaforma basata su di essi sfrutterà  proprio la notorietà del marchio Centrino, diventando appunto Centrino Atom che va a succedere alla cosiddetta Intel Ultra Mobile Platform 2007 che è di fatto il nome commerciale della seconda generazione, McCaslin.

## I 3 componenti chiave della piattaforma Menlow
Così come tutte le generazioni di piattaforma Centrino (e delle sue evoluzioni Centrino Duo e Centrino 2), vale a dire Carmel, Sonoma, Napa, Santa Rosa e Montevina, sono basate su 3 componenti chiave, vale a dire, CPU, Chipset e Scheda wireless espressamente progettati per l'impiego in ambito mobile e quindi per avere come principale obiettivo il giusto bilanciamento tra prestazioni e consumi, anche per la nuova Menlow Intel manterrà gli stessi requisiti, sebbene si tratti ovviamente di requisiti adattati al particolare settore cui è destinata la nuova piattaforma, leggermente diverso da quelli dei Notebook tradizionali.

## Caratteristiche principali della piattaforma Menlow
Menlow, come detto, ha portato con sé una piccola rivoluzione, in quanto l'intero progetto è stato sviluppato da zero pensando alle esigenze degli UMPC, con l'intento di garantire la più elevata portabilità possibile, ricercando quindi sia elevata potenza elaborativa e massimo risparmio energetico. Di seguito i 3 componenti chiave della piattaforma:
- Processore - Atom Silverthorne

Viene realizzato mediante il processo produttivo a 45 nm ed è single core ma dotato della tecnologia Hyper-Threading per poter comunque avere discrete prestazioni con le applicazioni multi threaded. La particolarità di questa nuova CPU risiede nel fatto che essa è la prima ad essere completamente sviluppata espressamente per l'utilizzo in questi sistemi, a differenza delle CPU precedenti che vedevano il loro design ispirato a quello delle soluzioni per il settore notebook. Il consumo massimo non supera i 2,5 W.
- Chipset - Poulsbo

Esso contribuisce ad aumentare l'efficienza dell'intera piattaforma grazie al fatto che è di tipo ad un unico chip, integrando quindi in un unico componente sia il northbridge sia il southbridge.
- Scheda wireless

Per il momento non è ancora chiaro quale sia la scheda Wi-Fi che viene proposta da Intel per la piattaforma Menlow, ma in ogni caso questo tipo di dispositivi dovrebbero garantire connettività agli standard  802.11 b/g, Bluetooth 2.0 + EDR (Enhanced Data Rate) e comunicazioni UMTS 3G e 3,5G, sebbene non sia ancora chiaro se si tratta di funzionalità offerte da un'unica scheda oppure da diversi moduli separati.
Menlow è di fatto un sistema completo dalle dimensioni di 74 mm x 143 mm, che dovrebbe quindi consentire di produrre UMPC ancora più piccoli rispetto a quelli precedenti.

## Il primo UMPC basato su Menlow
ASUS ha presentato nei primi giorni di gennaio 2008, uno dei primi esemplari di un futuro UMPC basato interamente sulla nuova piattaforma Menlow; in questo sistema il processore Silverthorne aveva un clock di 1,33 GHz ed era abbinato, come detto sopra, al chipset Poulsbo.
Altre caratteristiche vedevano l'adozione di una memoria interna da 1 GB, connettività WiFi 802.11 b/g, Bluetooth 2.0 + EDR (Enhanced Data Rate) e comunicazioni UMTS 3G e 3,5G. Infine era possibile anche l'utilizzo come navigatore satellitare data l'integrazione di un modulo SiRFstar III. Il display era ad alta risoluzione (1024x600) per una diagonale di soli 5,6 pollici e ovviamente di tipo touch screen.

## Menlow Refresh a marzo 2009?
Nei primi giorni di novembre 2008 sono apparse in rete alcune informazioni che annuncerebbero l'intenzione da parte di Intel di aggiornare nei primi mesi del 2009 (probabilmente a marzo) la piattaforma Menlow, grazie ad alcune nuove versioni del processore Atom Silverthorne. La nuova piattaforma, che non sarà una vera e propria nuova generazione ma solo un aggiornamento, dovrebbe prendere il nome di "Menlow Refresh", riprendendo una nomenclatura che Intel ha già utilizzato diverse volte nel corso degli anni in riferimento agli aggiornamenti minori delle piattaforme Centrino.

## La piattaforma successiva
La piattaforma Menlow, dovrebbe durare circa un anno in attesa della successiva Moorestown, prevista per il 2009 e basata, forse, su un processore del tipo System on a Chip, ovvero in grado di contenere in un solo chip, sia la CPU, sia il chipset e il sottocomparto grafico.